# Ian Struyf
Ian Struyf (22 augustus 2007) is een Belgisch voetballer die onder contract ligt bij KV Mechelen.

## Carrière
Struyf begon zijn jeugdopleiding bij Hove Sport. Via Beerschot AC en Lierse SK belandde hij op z'n zevende bij KV Mechelen, waar hij in de zomer van 2025 een driejarig profcontract ondertekende. Struyf, die in de tweede helft van het seizoen 2024/25 zeven competitiewedstrijden voor Jong KV Mechelen in de Tweede afdeling had gespeeld – inclusief een barragewedstrijd voor promotie tegen KVV Zelzate –, stroomde in de zomer van 2025 ook permanent door naar de A-kern van KV Mechelen.
Op 1 augustus 2025 maakte Struyf zijn officiële debuut voor het eerste elftal van KV Mechelen: op de tweede competitiespeeldag liet trainer Frederik Vanderbiest hem tegen Club Brugge (2-1-zege) in de 78e minuut invallen.